# Vátsjájana
Mallanága Vátsjájana byl indický mnich a filozof, který žil v období Guptovské říše (4.–6. století n. l.) a který je podle tradice autorem staroindické klasické příručky erotiky Kámasútra (v sanskrtu कामसूत्र, Sútry o lásce), což se dá přeložit jako Poučení o rozkoši nebo jako Učebnice lásky (Káma je jméno indického boha milostné touhy a sútra je poučení nebo učebnice). Toto dílo se stalo základním pilířem erotické literatury a je dodnes považován za důležité pro opravdové poznání sexuálního potěšení.
O Vátsjájanově životě není prakticky nic známo. Své dílo, určené pro dvořany a bohaté měšťany, vytvořil na základě starších, dnes již nedochovaných erotických příruček tzv. kámašáster, které v díle také cituje (v Indii je erotika považována za jednu z uznávaných vědních disciplín). Mělo sloužit jako vážné uvedení do milostného života, čemuž odpovídá jeho suchý až pedantský styl. Pojetí životních cílů v díle má pak mnoho společného s Arthašástrou. Dílo se dochovalo v dosti pokažených rukopisech, a proto se moderní překlady často opírají o pozdější komentáře.